# Radošovice (okres Strakonice)
Obec Radošovice (v místním nářečí Radošouce, někdy také Račouce) se nachází v okrese Strakonice, kraj Jihočeský asi 3 km jižně od Strakonic. Leží v Šumavském podhůří (podcelek Bavorovská vrchovina, okrsek Miloňovická pahorkatina), na pravém břehu řeky Volyňky. Žije zde 640 obyvatel. Obcí prochází železniční trať 198 (Strakonice – Vimperk – Volary) se zastávkou Radošovice situovanou na jv. okraji zástavby. Po východní straně obec míjí silnice I/4, spojující Strakonice s Volyní a Vimperkem. Vesnice také vlastní fotbalové hřiště.

## Části obce
- Radošovice (k. ú. Radošovice u Strakonic)
- Jedraž (k. ú. Milíkovice)
- Kapsova Lhota (k. ú. Kapsova Lhota)
- Milíkovice (k. ú. Milíkovice)
- Svaryšov (k. ú. Svaryšov)

V letech 1850–1886 a  od 1. ledna 1974 do 23. listopadu 1990 k obci patřily i Přední Zborovice a od 1. ledna 1974 do 23. listopadu 1990 také Strunkovice nad Volyňkou.

## Historie
Název obce vznikl nejspíše podle příjmění držitele vsi - ves lidi Radošových. První písemná zmínka o obci pochází z roku 1243, kdy byla osada darována Bavory ze Strakonic maltézskému řádu, a poté roku 1251, ve kterém mu darování bylo potvrzeno. Avšak podle slovanských názvů vesnic na Strakonicku se dá předpokládat, že území bylo kolonizováno již v průběhu 10. až 12. století. Obec Radošovice byla během své dlouholeté historie významným poutním místem a dokázala vzkvést do dnešní podoby, o což se především zasloužil místní rodák a bývalý starosta Ludvík Kouba.

## Pamětihodnosti
Ve vsi se nachází 6 evidovaných kulturních památek:
- Boží muka – výklenková kaplička na návsi
- pět venkovských usedlostí (čp. 1, 9, 10, 16, 22)